# Lebensmittelklarheit.de

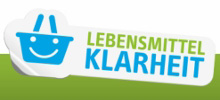
Logo

Die Website Lebensmittelklarheit.de ist eine öffentliche Informations- und Austauschplattform der Verbraucherzentralen, auf der die Konsumenten seit Juli 2011 insbesondere über solche Produkte der Lebensmittelbranche aufgeklärt werden sollen, deren Aufmachung und Kennzeichnung täuschenden oder irreführenden Charakter besitzen.

## Finanzierung
Das Bundesministerium für Ernährung und Landwirtschaft fördert das Portal im Rahmen der Initiative Klarheit und Wahrheit bei der Kennzeichnung und Aufmachung von Lebensmitteln. Die Förderung betrug bis Dezember 2012 insgesamt 983.000 Euro, bis Ende 2014 ist eine Anschlussförderung über 1 Mio. Euro vorgesehen.
Träger des Projektes sind der Verbraucherzentrale Bundesverband (vzbv) und die Verbraucherzentrale Hessen.

## Funktion
Konsumenten, die sich von bestimmten Lebensmitteln getäuscht oder irregeführt sehen, bietet die Website die Möglichkeit, über ein Onlineformular (oder alternativ direkt bei einer Verbraucherzentrale) die erkannten mutmaßlichen Mängel der Produktkennzeichnung im Portal offenzulegen.
Ziel der Website ist insbesondere, über diesen Internetweg in der Öffentlichkeit für mehr Wahrheit und Klarheit in der Lebensmittelbranche zu sorgen und einen zielführenden, transparenten Dialog zwischen Endverbrauchern und Erzeugern herzustellen. Verbraucher sollen besser über Lebensmittelkennzeichnung informiert und zu dem Thema sensibilisiert werden.
Zudem gibt es Verbraucherbefragungen, eine Begleitforschung wertet eingehende Beschwerden und Befragungen aus.

## Wirkung
Eine Analyse der Verbrauchermeldungen auf Lebensmittelklarheit.de von Ende März 2012 ergab, dass von den bis dahin 204 eingegangenen Produktmeldungen die meisten das äußere Erscheinungsbild der Verpackung sowie Angaben zu Zutaten, Zusatzstoffen und Imitaten betrafen. Etwa 26 % betrafen die Größe, Positionierung oder Formulierung von Kennzeichnungselementen, etwa 8 % Angaben zu Natur + Region. Zu Kinder-/Sportlernahrung und Gesundheit gab es demgegenüber nur einzelne Meldungen.
Das Portal ordnete knapp 12 % der gemeldeten Produkte in die Kategorie erlaubt als nicht zu beanstanden ein. Fast alle Hersteller (96 %) antworteten auf Anfragen des Verbraucherportals, 40 % änderten ihre Kennzeichnung oder kündigten dies an.
Die Studie kommt zu dem Fazit, dass das Portal Hersteller zu Feedback und Änderungen der Produktkennzeichnung motiviere. Zudem würden die Meldungen Unzufriedenheit der Verbraucher mit Kennzeichnungselementen aufzeigen, die derzeit als rechtlich zulässig eingestuft sind. Eine verbraucherorientierte Anpassung mancher Vorgaben sei zielführend.

## Kritik
Von Vertretern der Ernährungswirtschaft sowie der Bundesvereinigung der deutschen Ernährungsindustrie (BVE) wurde die Website als moderner Internetpranger eingeschätzt.
Der Deutsche Konsumentenbund kritisierte, dass unklar sei, wer konkret darüber entscheide, welche Produkte dort genannt würden. Ein System der Rechenschaft und Verantwortlichkeit sei aber erforderlich, wenn das Projekt mit Steuergeldern finanziert werde. Zudem sei nicht ersichtlich, warum die Verbraucherzentrale nicht gerichtlich gegen irreführende Angaben vorgehe, obwohl sie dies könnte.